# Meljac
Meljac est une commune française située dans le département de l'Aveyron en région Occitanie.

## Géographie

### Localisation
Meljac, commune de 954 hectares à une altitude moyenne de 535 mètres, est traversé par la route départementale 592.

### Communes limitrophes
Les communes limitrophes sont  Centrès, Rullac-Saint-Cirq et Saint-Just-sur-Viaur.

### Lieux-dits et hameaux
Baraque de Marcillac, Cabrols, Gintou, Grascazes basses, Grascazes hautes, La Bessière, La Pierre blanche, La Tapie, La Tine, La Tourenie, Le cap Fourquet, Le Clot, Le Cluzel, Le Feraldesq, Le Martinesq, Le Pouget, Le Puech Issaly, Le Suc, Le Vergnas, Les Carrals, Mas ricard, Soulages.

### Paysages et relief
Meljac domine une boucle de la vallée du Viaur dont il est séparé par la vallée verdoyante du Céor, petit affluent.
Meljac est situé sur le Ségala, région naturelle offrant des paysages contrastés entre vallées encaissées, sauvages et boisées et sommets de plateaux. Ce massif granito-gneissique dont les sols sont généralement acides est une région de polyculture (céréales, fourragères) et d'élevage  orientée aujourd'hui vers l'élevage bovin viande de qualité. (Veau de l'Aveyron et du Ségala, Label Rouge).
Vallonné, le Ségala s'est vu attribuer le nom de « Pays des 100 vallées » tant son réseau hydrographique est dense.
Le Lévézou, proche région naturelle à l'est, dont la "déformation" géologique reste encore inexpliquée, partage avec le Ségala schistes et granites gris argenté.

### Hydrographie

#### Réseau hydrographique

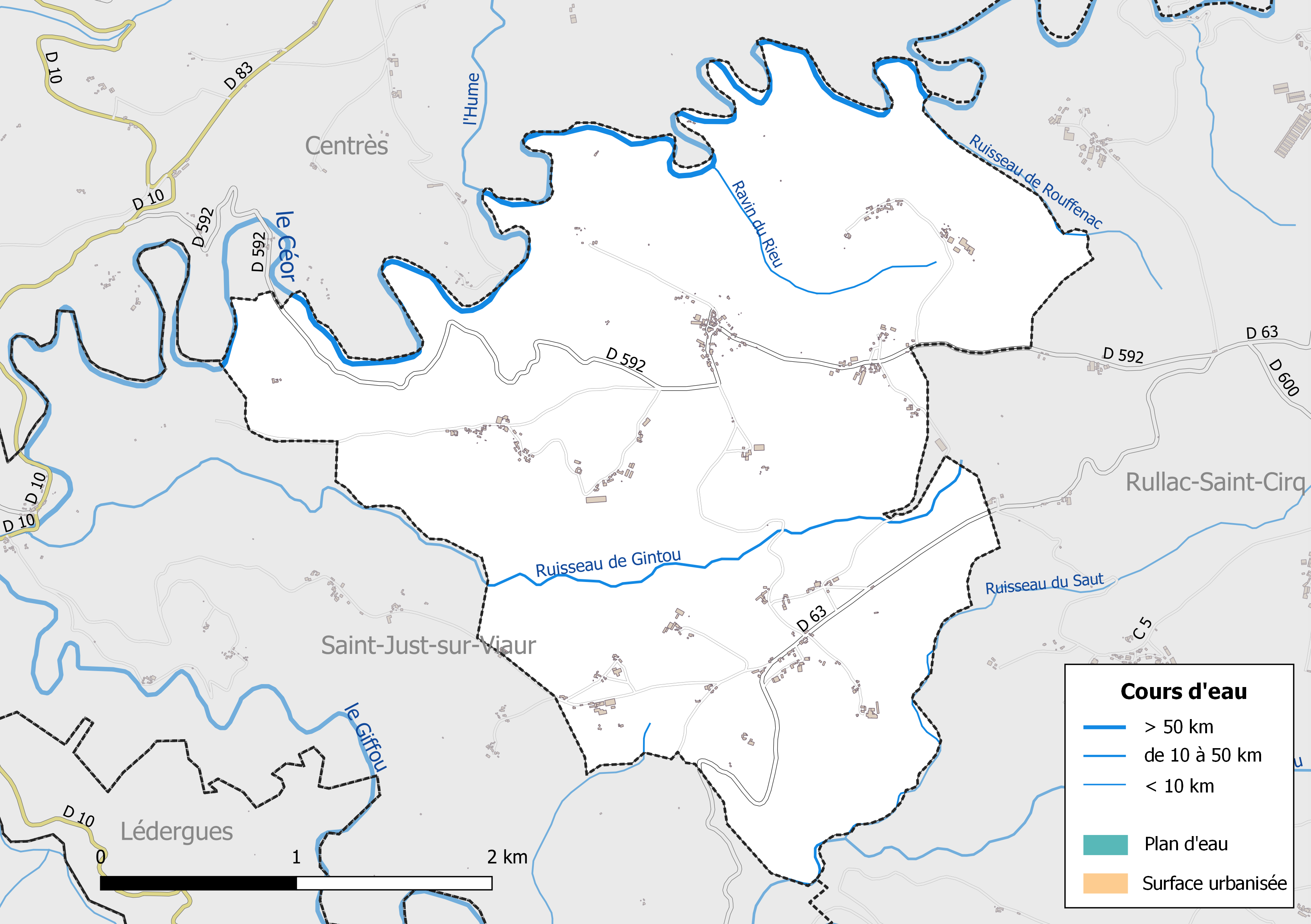
Réseaux hydrographique et routier de Meljac.

La commune est drainée par le Céor, le ruisseau de Connillou, le ruisseau de Gintou, le ravin du Rieu, le ruisseau de Rouffenac, le ruisseau du Saut et par divers petits cours d'eau.
Le Céor, d'une longueur totale de 55,8 km, prend sa source dans la commune de Salles-Curan et se jette  dans le Viaur à Saint-Just-sur-Viaur, après avoir arrosé 8 communes.

#### Gestion des cours d'eau
Afin d’atteindre le bon état des eaux imposé par la Directive-cadre sur l'eau du 23 octobre 2000, plusieurs outils de gestion intégrée s’articulent à différentes échelles pour définir et mettre en œuvre un programme d’actions de réhabilitation et de gestion des milieux aquatiques : le SDAGE (Schéma directeur d'aménagement et de gestion des eaux), à l’échelle du bassin hydrographique, et le SAGE (Schéma d'aménagement et de gestion des eaux), à l’échelle locale. Ce dernier fixe les objectifs généraux d’utilisation, de mise en valeur et de protection quantitative et qualitative des ressources en eau superficielle et souterraine. Trois SAGE sont mis en oeuvre dans le département de l'Aveyron.
La commune fait partie du SAGE du bassin versant du Viaur, approuvé le 28 mars 2018, au sein du SDAGE Adour-Garonne. Le périmètre de ce SAGE couvre 89 communes, sur trois départements (Aveyron, Tarn et Tarn-et-Garonne),. Le pilotage et l’animation du SAGE sont assurés par l’établissement public d'aménagement et de gestion des eaux (EPAGE) du bassin du Viaur, une structure qui regroupe les établissements publics de coopération intercommunale à fiscalité propre (EPCI-FP) dont le territoire est inclus (en totalité ou partiellement) dans le bassin hydrographique du Viaur et les structures gestionnaires de l’alimentation en eau potable des populations et qui disposent d’une ressource sur le bassin versant du Viaur. Il correspond à l’ancien syndicat mixte du Bassin versant du Viaur,.

### Climat
Pour des articles plus généraux, voir Climat de l'Occitanie et Climat de l'Aveyron.
En 2010, le climat de la commune est de type climat océanique altéré, selon une étude s'appuyant sur une série de données couvrant la période 1971-2000. En 2020, Météo-France publie une typologie des climats de la France métropolitaine dans laquelle la commune est dans une zone de transition entre le climat océanique altéré et le climat de montagne et est dans la région climatique Sud-est du Massif Central, caractérisée par une pluviométrie annuelle de 1 000 à 1 500 mm, minimale en été, maximale en automne.
Pour la période 1971-2000, la température annuelle moyenne est de 11,4 °C, avec une amplitude thermique annuelle de 15,4 °C. Le cumul annuel moyen de précipitations est de 1 042 mm, avec 11,6 jours de précipitations en janvier et 6,9 jours en juillet. Pour la période 1991-2020, la température moyenne annuelle observée sur la station météorologique la plus proche, située sur la commune de Durenque à 15 km à vol d'oiseau, est de 10,6 °C et le cumul annuel moyen de précipitations est de 1 092,0 mm,. Pour l'avenir, les paramètres climatiques de la commune estimés pour 2050 selon différents scénarios d'émission de gaz à effet de serre sont consultables sur un site dédié publié par Météo-France en novembre 2022.

### Milieux naturels et biodiversité

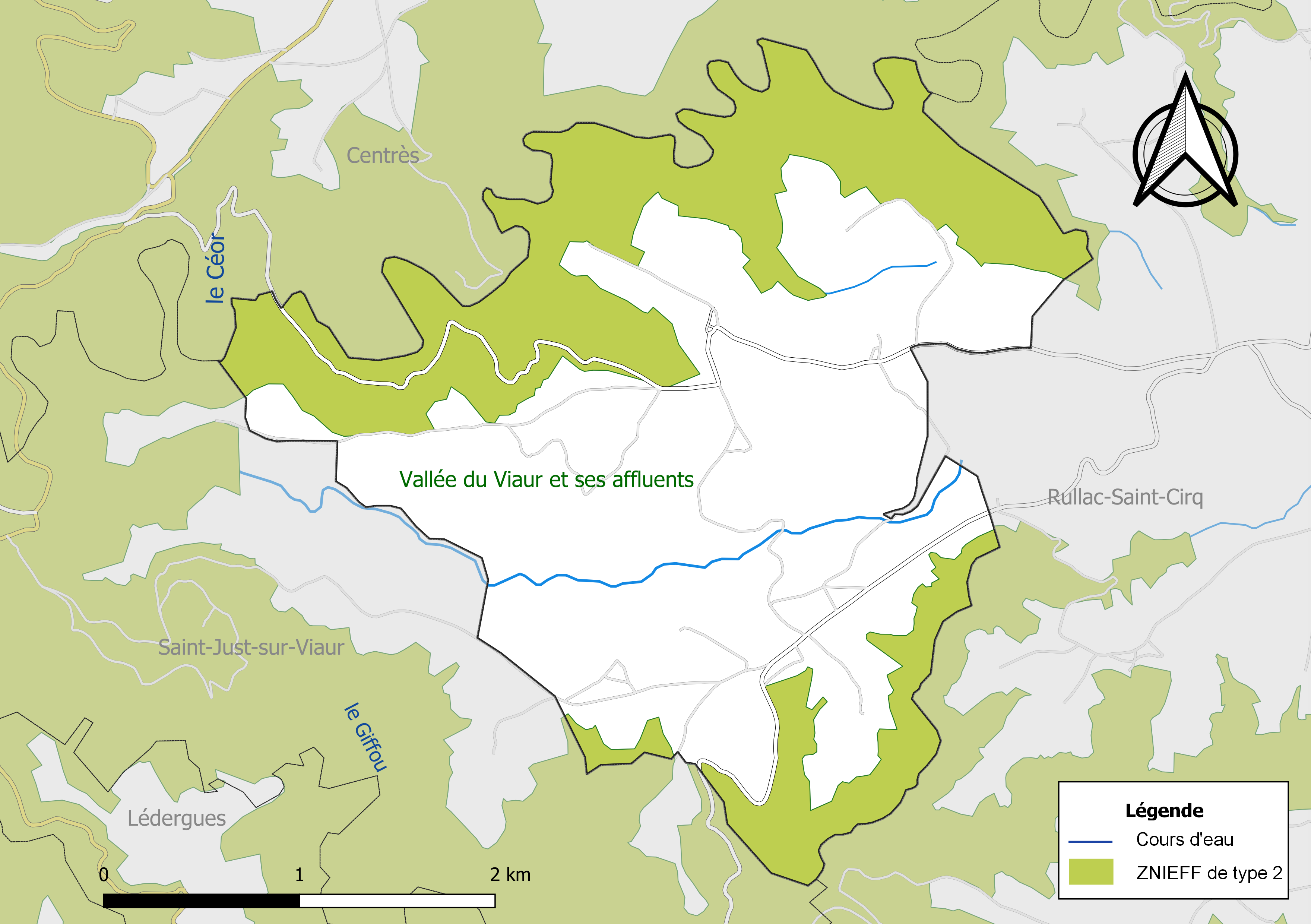
Carte de la ZNIEFF de type 2 localisée sur la commune.

L’inventaire des zones naturelles d'intérêt écologique, faunistique et floristique (ZNIEFF) a pour objectif de réaliser une couverture des zones les plus intéressantes sur le plan écologique, essentiellement dans la perspective d’améliorer la connaissance du patrimoine naturel national et de fournir aux différents décideurs un outil d’aide à la prise en compte de l’environnement dans l’aménagement du territoire.
Le territoire communal de Meljac comprend une ZNIEFF de type 2,, 
la « Vallée du Viaur et ses affluents » (27 587 ha), qui s'étend sur 56 communes dont 45 dans l'Aveyron, 10 dans le Tarn et 1 dans le Tarn-et-Garonne.

## Urbanisme

### Typologie
Au 1er janvier 2024, Meljac est catégorisée commune rurale à habitat très dispersé, selon la nouvelle grille communale de densité à 7 niveaux définie par l'Insee en 2022.
Elle est située hors unité urbaine et hors attraction des villes,.

### Occupation des sols

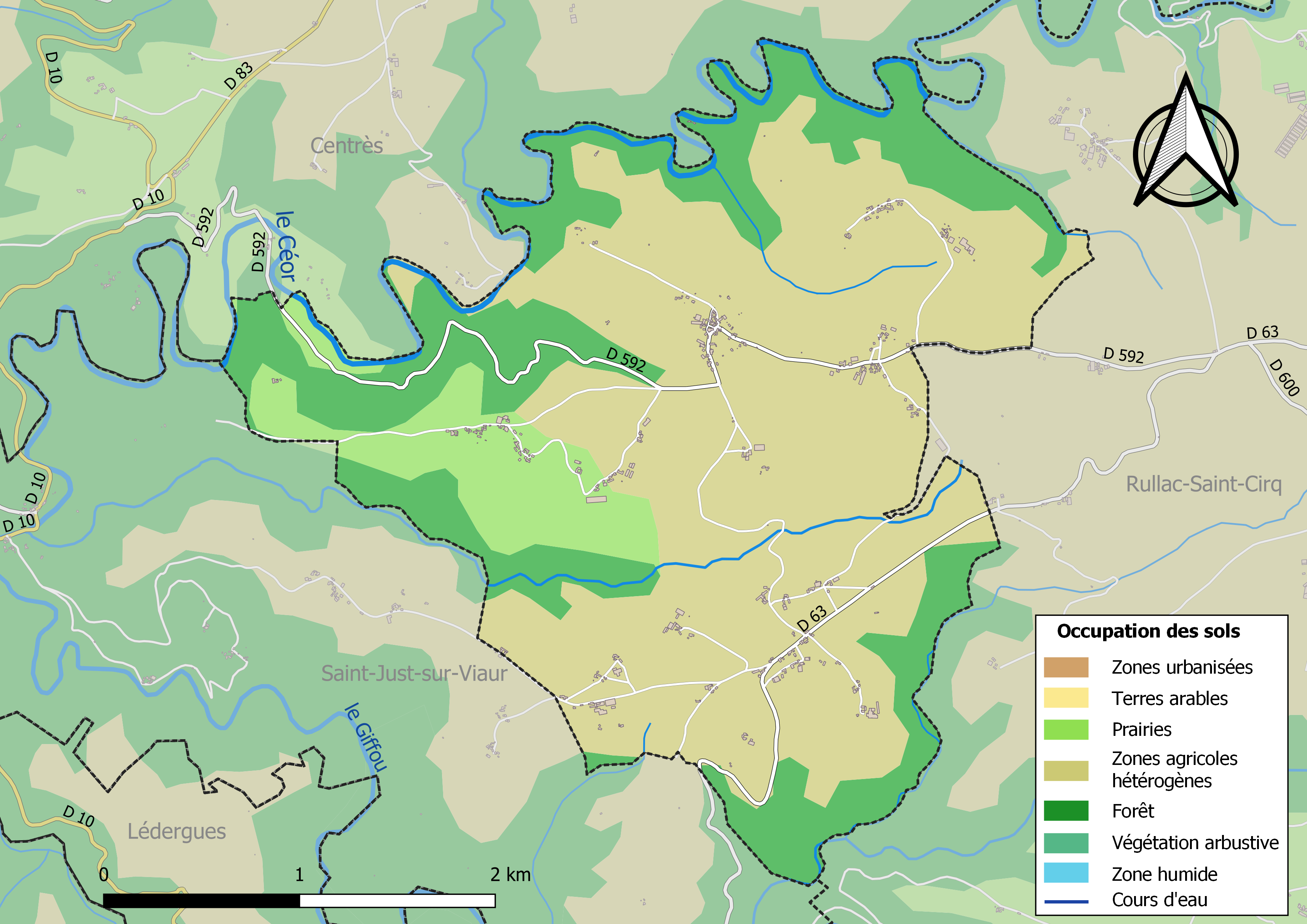
Infrastructures et occupation des sols de la commune de Meljac.

L'occupation des sols de la commune, telle qu'elle ressort de la base de données européenne d’occupation biophysique des sols Corine Land Cover (CLC), est marquée par l'importance des territoires agricoles (72,1 % en 2018), une proportion sensiblement équivalente à celle de 1990 (71,8 %). La répartition détaillée en 2018 est la suivante : 
zones agricoles hétérogènes (62,7 %), forêts (27,9 %), prairies (9,4 %).

### Planification
La loi SRU du 13 décembre 2000 a incité fortement les communes à se regrouper au sein d’un établissement public, pour déterminer les partis d’aménagement de l’espace au sein d’un SCoT, un document essentiel d’orientation stratégique des politiques publiques à une grande échelle. La commune est dans le territoire du SCoT du Centre Ouest Aveyron  approuvé en février 2020. La structure porteuse est le Pôle d'équilibre territorial et rural Centre Ouest Aveyron, qui associe neuf EPCI, notamment la communauté de communes Pays Ségali, dont la commune est membre.
La commune disposait en 2017 d'un plan local d'urbanisme approuvé. Le zonage réglementaire et le règlement associé peuvent être consultés sur le Géoportail de l'urbanisme.

### Risques majeurs
Le territoire de la commune de Meljac est vulnérable à différents aléas naturels : inondations, climatiques (hiver exceptionnel ou canicule), feux de forêts et séisme (sismicité très faible).
Il est également exposé à un risque particulier, le risque radon,.

#### Risques naturels

Zones inondables de la commune de Meljac.

Certaines parties du territoire communal sont susceptibles d’être affectées par le risque d’inondation par débordement du Céor. Les dernières grandes crues historiques, ayant touché plusieurs parties du département, remontent aux 3 et 4 décembre 2003 (dans le bassin du Lot, de l'Aveyron, du Viaur et du Tarn) et au 28 novembre 2014 (bassins de la Sorgues et du Dourdou). Ce risque est pris en compte dans l'aménagement du territoire de la commune par le biais du Plan de prévention du risque inondation (PPRI) Céor-Giffou, approuvé le 9 février 2016.
Le Plan départemental de protection des forêts contre les incendies découpe le département de l’Aveyron en sept « bassins de risque » et définit une sensibilité des communes à l’aléa feux de forêt (de faible à très forte). La commune est classée en sensibilité faible.
Les mouvements de terrains susceptibles de se produire sur la commune sont liés au retrait-gonflement des argiles, conséquence d'un changement d'humidité des sols argileux. Les argiles sont capables de fixer l'eau disponible mais aussi de la perdre en se rétractant en cas de sécheresse. Ce phénomène peut provoquer des dégâts très importants sur les constructions (fissures, déformations des ouvertures) pouvant rendre inhabitables certains locaux. La carte de zonage de cet aléa peut être consultée sur le site de l'observatoire national des risques naturels Georisques.

#### Risque particulier
Dans plusieurs parties du territoire national, le radon, accumulé dans certains logements ou autres locaux, peut constituer une source significative d’exposition de la population aux rayonnements ionisants. Toutes les communes du département sont concernées par le risque radon à un niveau plus ou moins élevé. Selon le dossier départemental des risques majeurs du département établi en 2013, la commune de Meljac est classée à risque moyen à élevé. Un décret du 4 juin 2018 a modifié la terminologie du zonage définie dans le code de la santé publique et a été complété par un arrêté du 27 juin 2018 portant délimitation des zones à potentiel radon du territoire français. La commune est désormais en zone 3, à savoir zone à potentiel radon significatif.

## Histoire

### Antiquité
On sait que les terres qui correspondent à l'emplacement actuel de Meljac constituaient une ferme gallo-romaine (ou villa), ferme attribuée à un légionnaire dénommé Melius, ainsi qu'il était d'usage dans les armées romaines pour récompenser les plus méritants. Le suffixe "ac" ou "acos" désignant les villas, le lieu fut donc appelé "Meliaco".
La liste des paroisses de la baillie de Cassagnes-Bégonhès en 1341 citée par Auguste Molinier mentionne:
- De Meliaco, 51 feux - Meljac, commune de Saint-Just. (Feu ou Feu fiscal peut désigner un nombre variable d'habitants compris généralement entre 15 et trente personnes.)

### Époque contemporaine
Meljac devient effectivement commune en 1791 et le restera, selon les sources, jusqu'en 1801 ou 1929. En 1801 (an IX du calendrier révolutionnaire) une loi régit la réduction des cantons et la suppression des districts au profit des arrondissements.
Par ordonnance du Roi Charles du 20 mai 1829 les communes de Meljac et de Rouet sont distraites de la mairie de Ledergues, canton de Requista, à laquelle elles avaient été adjointes pour l'administration, par un arrêté du préfet du 5 messidor an 8, et sont réunies avec celles de La Bastide, Saint-Just et Castelpers, en une seule et même commune, dont le chef-lieu est fixé à Saint-Just.
Meljac redevient en 1906 commune à part entière à partir de la "division" de la commune de Saint-Just qui deviendra Saint-Just-sur-Viaur en 1919.

## Politique et administration

### Découpage territorial
La commune de Meljac est membre de la communauté de communes Pays Ségali, un établissement public de coopération intercommunale (EPCI) à fiscalité propre créé le 1er janvier 2017 dont le siège est à Baraqueville. Ce dernier est par ailleurs membre d'autres groupements intercommunaux.
Sur le plan administratif, elle est rattachée à l'arrondissement de Villefranche-de-Rouergue, au département de l'Aveyron et à la région Occitanie. Sur le plan électoral, elle dépend du  canton de Ceor-Ségala pour l'élection des conseillers départementaux, depuis le redécoupage cantonal de 2014 entré en vigueur en 2015, et de la deuxième circonscription de l'Aveyron  pour les élections législatives, depuis le dernier découpage électoral de 2010.

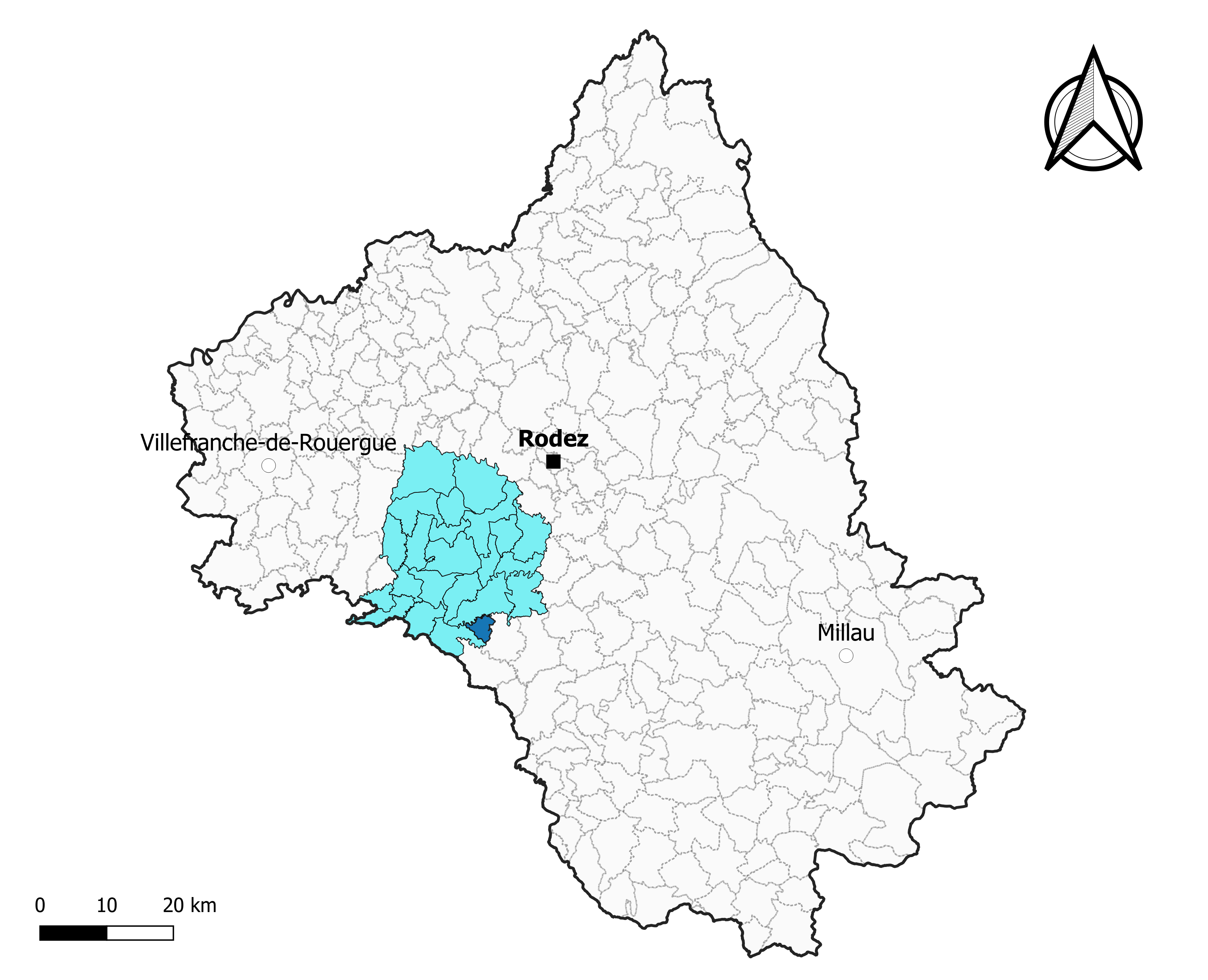
Meljac dans l'intercommunalité en 2020.
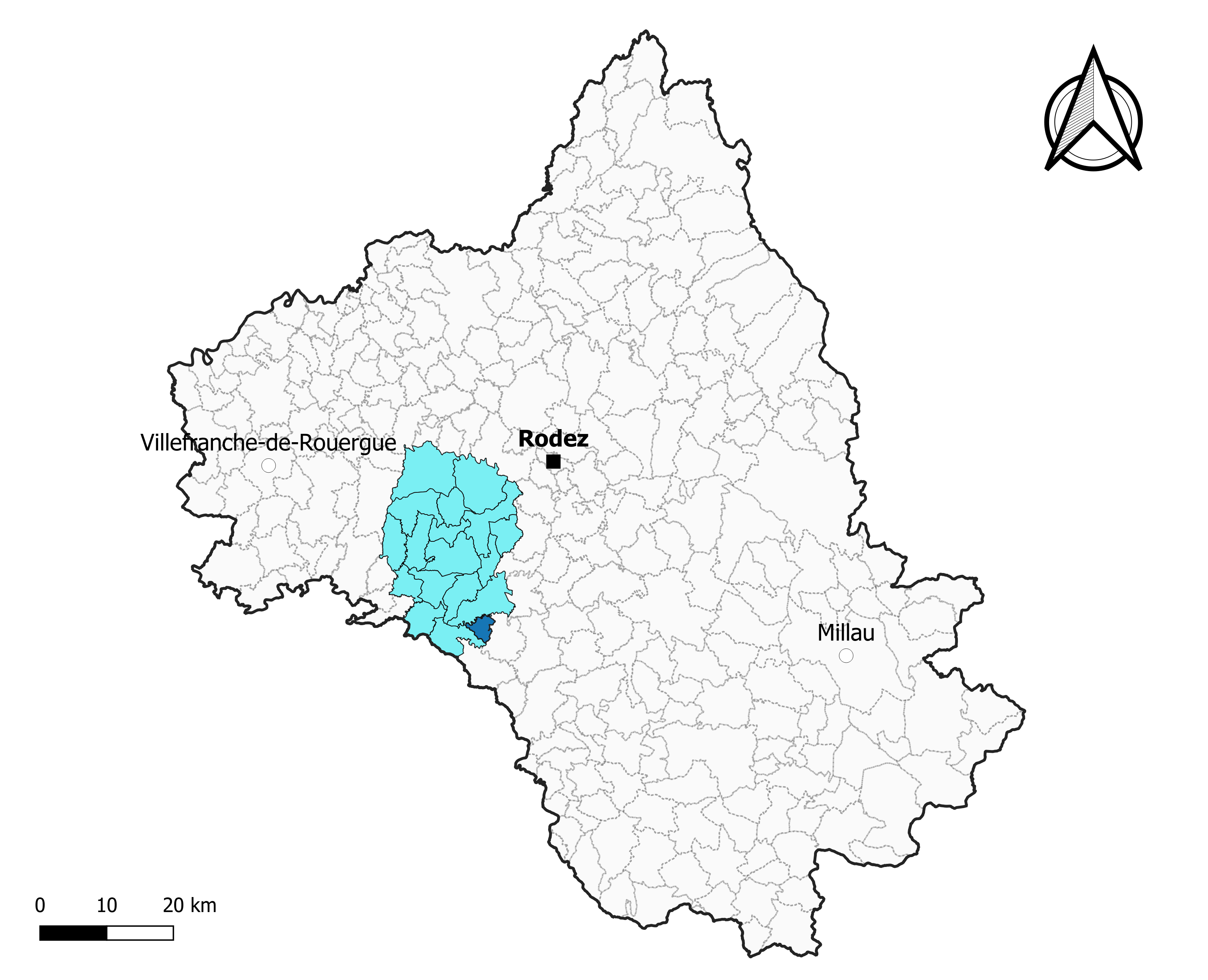
Meljac dans le canton de Ceor-Ségala en 2020.
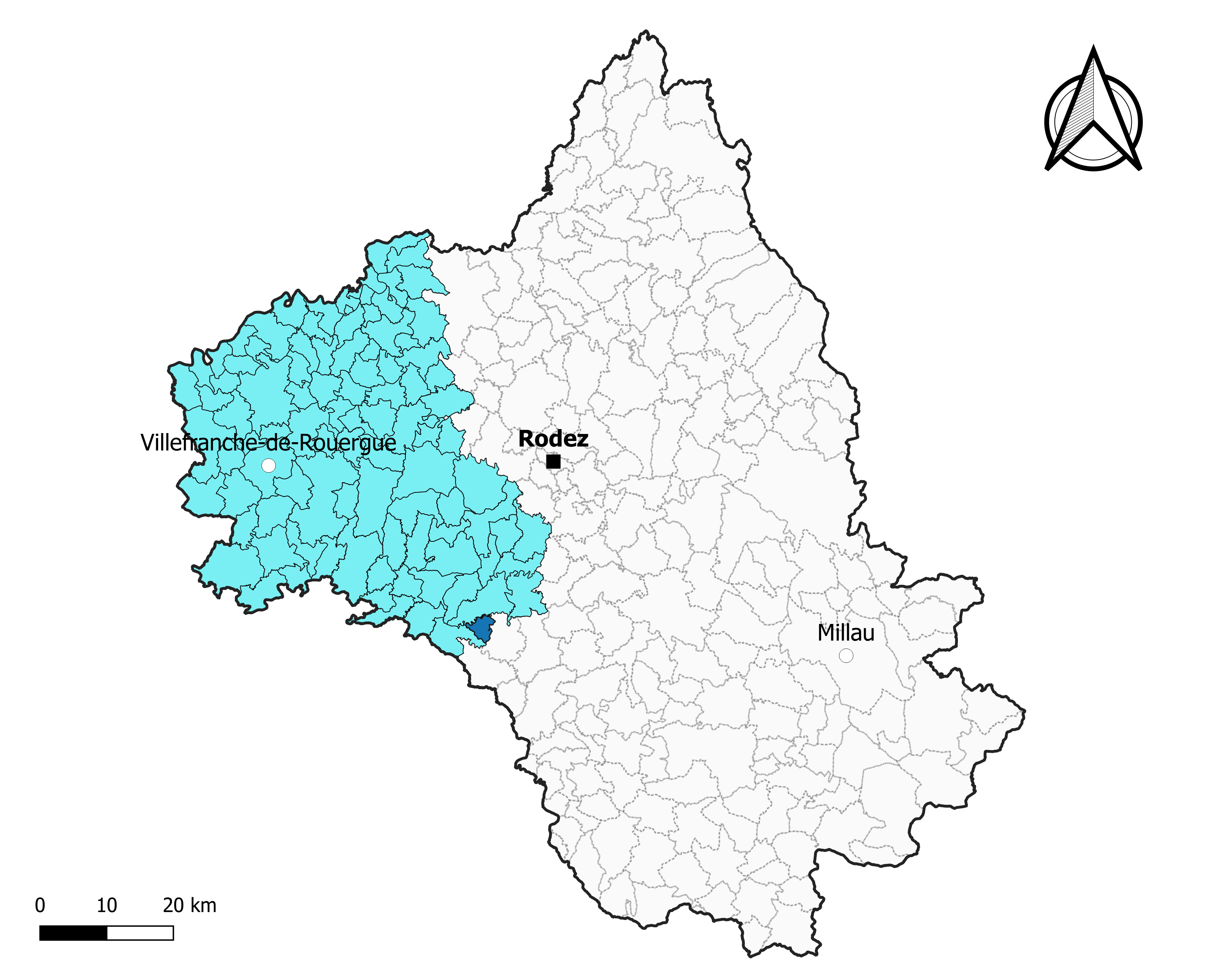
Meljac dans l'arrondissement de Villefranche-de-Rouergue en 2020.

### Élections municipales et communautaires

#### Élections de 2020
Le conseil municipal de Meljac, commune de moins de 1 000 habitants, est élu au scrutin majoritaire plurinominal à deux tours avec candidatures isolées ou groupées et possibilité de panachage. Compte tenu de la population communale, le nombre de sièges à pourvoir lors des élections municipales de 2020 est de 15. La totalité des  huit candidats en lice lors du premier tour est élue dès le premier tour, le 15 mars 2020, avec un taux de participation de 72,22 %. Les trois conseillers restant à élire sont élus au second tour, qui se tient le 28 juin 2020 du fait de la pandémie de Covid-19, avec un taux de participation de 68,09 %.
Pierre Bousquet est élu nouveau maire de la commune le 3 juillet 2020.
Dans les communes de moins de 1 000 habitants, les conseillers communautaires sont désignés parmi les conseillers municipaux élus en suivant l’ordre du tableau (maire, adjoints puis conseillers municipaux) et dans la limite du nombre de sièges attribués à la commune au sein du conseil communautaire. Un siège est attribué à la commune au sein de la communauté de communes Pays Ségali.

#### Liste des maires
| Période                                  | Période      | Identité                   | Étiquette | Qualité                              |
| ---------------------------------------- | ------------ | -------------------------- | --------- | ------------------------------------ |
| 1871                                     | 1875         | François Calmes            |           |                                      |
| 1876                                     | 1884         | Hippolyte Maffre           |           |                                      |
| 1885                                     | 1888         | François Enjalbert         |           |                                      |
| 1892                                     | 1896         | Joseph Albinet             |           |                                      |
| 1896                                     | 1901         | Hippolyte Maffre (Révoqué) |           |                                      |
| 1901                                     | 1901         | Louis Féral                |           |                                      |
| 1901                                     | 1908         | Jean-Pierre Enjalbert      |           |                                      |
| 1908                                     | 1917         | Auguste Bousquet           |           |                                      |
| 1919                                     | 1922         | Jean-Baptiste Panis        |           |                                      |
| 1922                                     | 1945         | Auguste Enjalbert          |           |                                      |
| 1945                                     | 1971         | Urbain Bousquet            |           |                                      |
| 1971                                     | 1977         | Claude Alary               |           |                                      |
| 1977                                     | 1983         | Norbert Enjalbert          |           |                                      |
| 1983                                     | 2001         | Bernard Gaubert            |           |                                      |
| 2001                                     | juillet 2020 | Guy Enjalbert              |           | Retraité agricole                    |
| juillet 2020                             | En cours     | Pierre Bousquet,           |           | Agriculteur sur moyenne exploitation |
| Les données manquantes sont à compléter. |              |                            |           |                                      |

## Population et société

### Démographie
L'évolution du nombre d'habitants est connue à travers les recensements de la population effectués dans la commune depuis 1793. Pour les communes de moins de 10 000 habitants, une enquête de recensement portant sur toute la population est réalisée tous les cinq ans, les populations de référence des années intermédiaires étant quant à elles estimées par interpolation ou extrapolation. Pour la commune, le premier recensement exhaustif entrant dans le cadre du nouveau dispositif a été réalisé en 2007.

En 2022, la commune comptait 135 habitants, en évolution de +0,75 % par rapport à 2016 (Aveyron : +0,37 %, France hors Mayotte : +2,11 %).
| 1793 | 1800 | 1906 | 1911 | 1921 | 1926 | 1931 | 1936 | 1946 |
| ---- | ---- | ---- | ---- | ---- | ---- | ---- | ---- | ---- |
| 395  | 383  | 650  | 534  | 492  | 444  | 411  | 436  | 384  |

| 1954 | 1962 | 1968 | 1975 | 1982 | 1990 | 1999 | 2006 | 2007 |
| ---- | ---- | ---- | ---- | ---- | ---- | ---- | ---- | ---- |
| 362  | 328  | 281  | 250  | 233  | 217  | 155  | 145  | 144  |

| 2012 | 2017 | 2022 | - | - | - | - | - | - |
| ---- | ---- | ---- | - | - | - | - | - | - |
| 140  | 130  | 135  | - | - | - | - | - | - |

La population est en baisse constante en particulier parmi les agriculteurs. L'installation de nouveaux ménages n'est pas facilitée par le prix des terrains, le relatif isolement géographique de la commune.

### Manifestations culturelles et festivités
- La Saint-Blaise:
  - Le 3 février, pèlerinage à saint Blaise en l'église de Meljac, saint « guérisseur » invoqué pour protéger ou guérir des maladies aussi bien des hommes que des animaux.
  - Fête votive du village le week-end suivant : le samedi, dès le lever du jour, les jeunes garçons et filles se réunissent et visitent chaque maison de la commune pour offrir l'aubade à tous les habitants, perpétuant la marche des conscrits que les jeunes hommes effectuaient dans leur village avant de partir pour le service militaire obligatoire. Pour les gens de la commune, cela offre l'occasion de voir grandir les jeunes qu'ils n'ont pas tous l'occasion de côtoyer régulièrement. Le bal clôture cette première journée de fête.
  - Le lendemain les habitants iront aider les membres du comité des fêtes à servir le déjeuner aux tripoux.
- Repas des aînés en juin
- Feux de la Saint-Jean en juin
- Réveillon en décembre
- Excursions nombreuses avec les aînés.

Plus petite ville de la Communauté, Meljac est aussi la plus informatisée en particulier sous l'impulsion de l'association Meljac.net qui compte plus d'adhérents qu'il n'y a d'habitants dans le village.

## Économie

### Emploi
| Division       | 2008  | 2013  | 2018  |
| -------------- | ----- | ----- | ----- |
| Commune        | 1,4 % | 2,6 % | 4,7 % |
| Département    | 5,4 % | 7,1 % | 7,1 % |
| France entière | 8,3 % | 10 %  | 10 %  |

En 2018, la population âgée de 15 à 64 ans s'élève à 63 personnes, parmi lesquelles on compte 76,6 % d'actifs (71,9 % ayant un emploi et 4,7 % de chômeurs) et 23,4 % d'inactifs,. Depuis 2008, le taux de chômage communal (au sens du recensement) des 15-64 ans est inférieur à celui de la France et du département.
La commune est hors attraction des villes,. Elle compte 34 emplois en 2018, contre 43 en 2013 et 39 en 2008. Le nombre d'actifs ayant un emploi résidant dans la commune est de 47, soit un indicateur de concentration d'emploi de 72,9 % et un taux d'activité parmi les 15 ans ou plus de 44 %.
Sur ces 47 actifs de 15 ans ou plus ayant un emploi, 32 travaillent dans la commune, soit 69 % des habitants. Pour se rendre au travail, 54,2 % des habitants utilisent un véhicule personnel ou de fonction à quatre roues, 27,1 % s'y rendent en deux-roues, à vélo ou à pied et 18,8 % n'ont pas besoin de transport (travail au domicile).

### Activités hors agriculture

#### Secteurs d'activités
13 établissements sont implantés  à Meljac au 31 décembre 2019.
Le secteur de l'industrie manufacturière, des industries extractives et autres est prépondérant sur la commune puisqu'il représente 69,2 % du nombre total d'établissements de la commune (9 sur les 13 entreprises implantées  à Meljac), contre 17,7 % au niveau départemental.

### Secteurs d'activités
La pluviométrie est favorable à l'herbe, les sols limoneux-sableux et acides faciles à travailler. Les pentes occupent une part importante des surfaces agricoles et sont valorisées grâce aux prairies permanentes. L'activité est donc en essentiellement agricole, avec 22 exploitations, liées à l'élevage bovin viande et lait, ovin viande et lait, caprin, à la culture du blé, quoique le nombre de fermes a diminué de moitié en 30 ans. En viande de bovin, la mise en place de la filière Le Veau d'Aveyron & du Ségala permet la production d'animaux jeunes et finis. Les démarches Label Rouge et IGP assurent la valeur ajoutée sur les produits commercialisés. La majorité des troupeaux est en race pure Limousine, quelques troupeaux sont en Blonde d'Aquitaine.

### Agriculture
La commune est dans le Segala, une petite région agricole occupant l'ouest du département de l'Aveyron. En 2020, l'orientation technico-économique de l'agriculture  sur la commune est la polyculture et/ou le polyélevage.
|               | 1988 | 2000 | 2010 | 2020 |
| ------------- | ---- | ---- | ---- | ---- |
| Exploitations | 40   | 34   | 23   | 23   |
| SAU (ha)      | 882  | 934  | 952  | 890  |

Le nombre d'exploitations agricoles en activité et ayant leur siège dans la commune est passé de 40 lors du recensement agricole de 1988  à 34 en 2000 puis à 23 en 2010 et enfin à 23 en 2020, soit une baisse de 42 % en 32 ans. Le même mouvement est observé à l'échelle du département qui a perdu pendant cette période 51 % de ses exploitations,. La surface agricole utilisée sur la commune a quant à elle augmenté, passant de 882 ha en 1988 à 890 ha en 2020. Parallèlement la surface agricole utilisée moyenne par exploitation a augmenté, passant de 22 à 39 ha.

## Culture locale et patrimoine

### Patrimoine religieux

#### Église Saint-Blaise
L'église Saint-Blaise date de la fin du XIXe siècle et du début du XXe siècle. Elle renferme une statue en bois de Saint Blaise, des retables du XIXe siècle et des chandeliers en laiton du XVIIIe siècle.

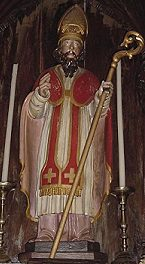
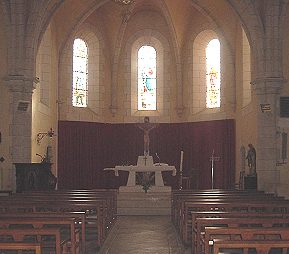

#### Croix
Quantité de croix, dont une vingtaine d'ouvrages de ferronnerie, sur la commune et aux alentours, dont les origines sont parfois perdues.

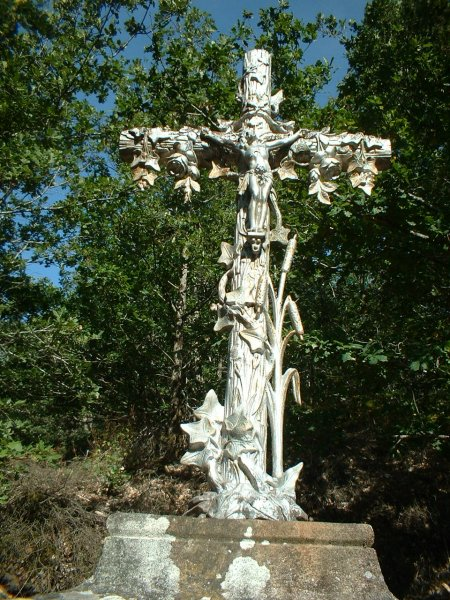
Croix de Saint-Jean de Castelpers

### Patrimoine civil

#### Puits de Meljac
Construction datée de 1786 et de taille imposante particulièrement bien restauré.

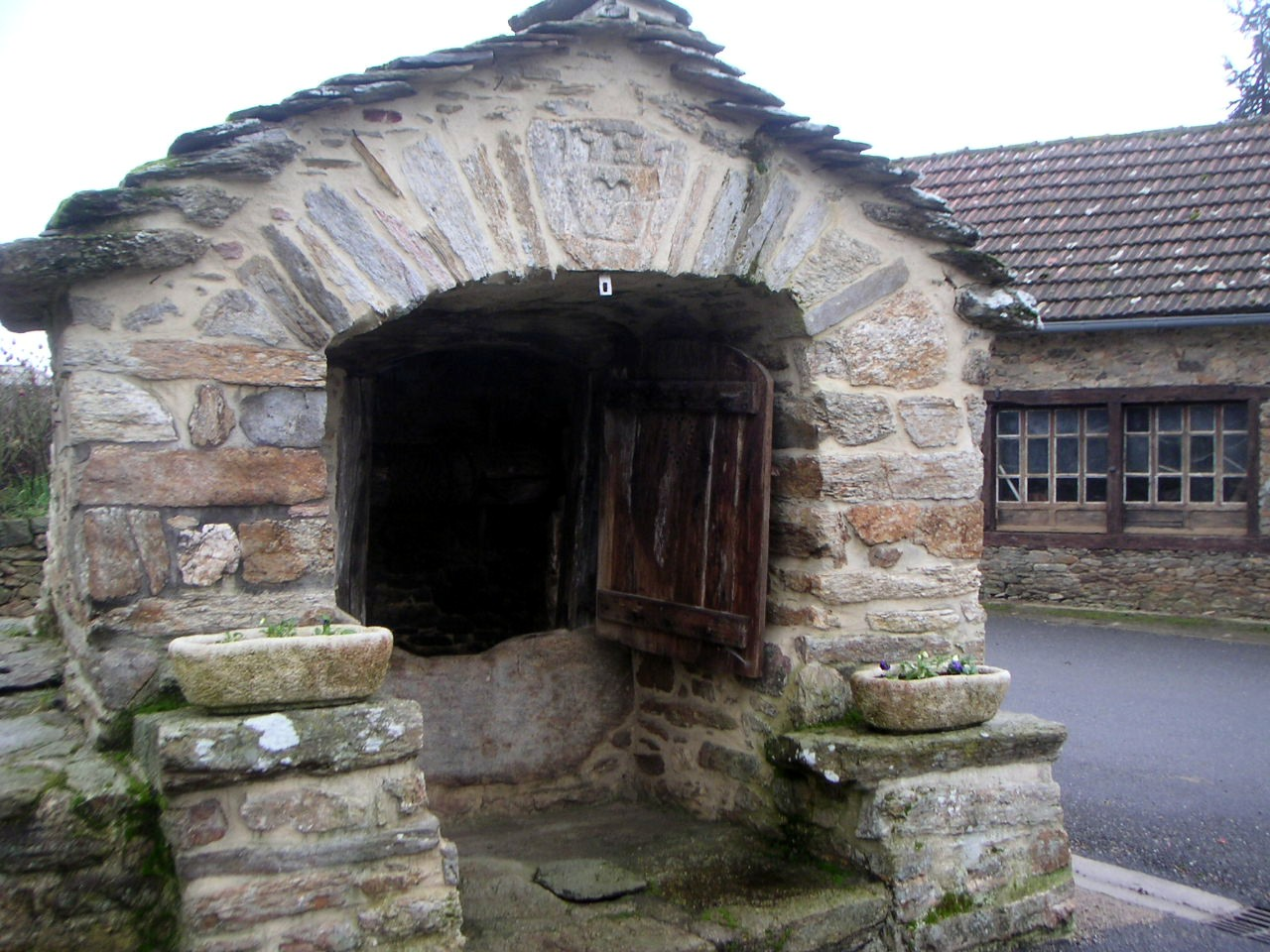
Le puits

#### Dolmen
- Hippolyte de Barrau cite un dolmen sur le plateau du Caucar, entre le Viaur et le Séor, près de Meljac, dans les Mémoires de la Société des lettres, sciences et arts de l'Aveyron 1843, Tome quatrième, page 679.
- Située sur la place de l'église, une pierre forme un dolmen. Ancien seuil de maison avec toute la symbolique qui s’attache au seuil de maison, elle fut offerte en 1975 au village par Ernest Émile Molinier, de la Pierre Blanche. Cette pierre fut franchie une dernière fois et sans retour par son fils, Maurice Molinier, mort pour la France à Texenna en Algérie le 24 avril 1957 et dont le nom est gravé ainsi que celui de bien d'autres enfants de Meljac sur le Monument aux Morts. Lieu de mémoire, ce Dolmen de Meljac est aujourd’hui aussi lieu de rencontre, lieu de rassemblement et d’échanges des Meljacois qui y prennent volontiers le frais, les soirs d’été.

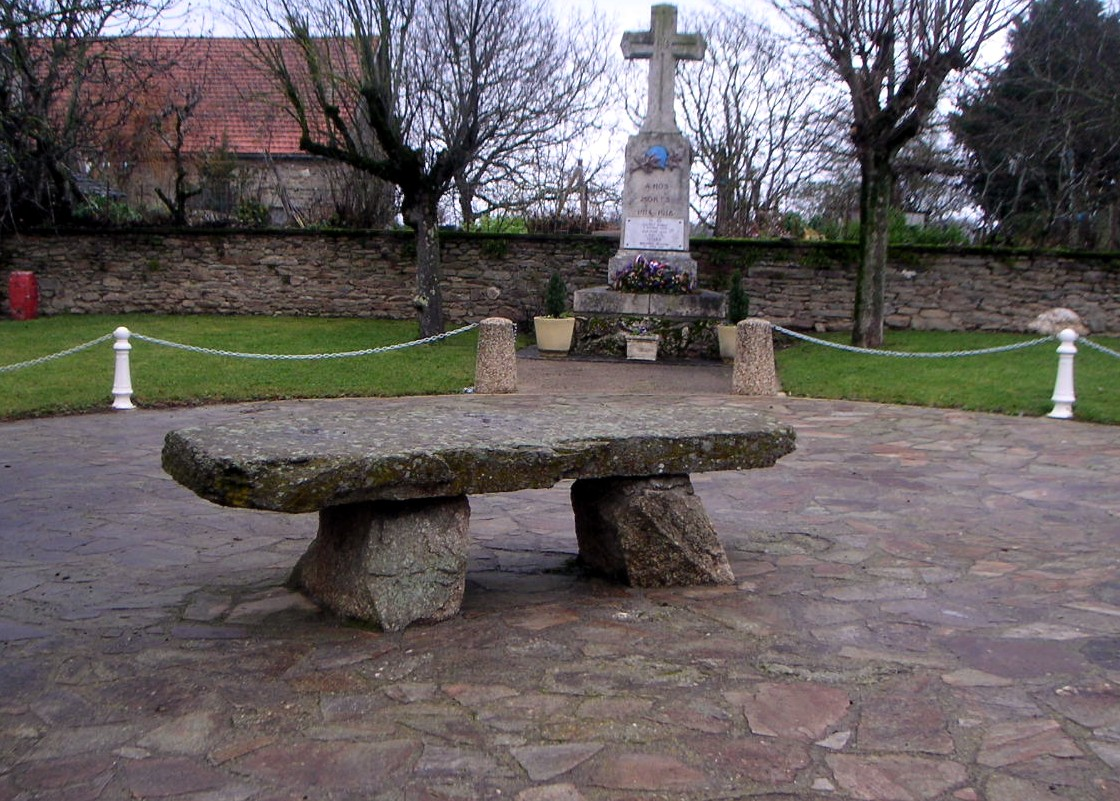

#### Maisons
Les maisons traditionnelles de Meljac sont grandes, généralement adaptées à l'activité agricole. Elles ont souvent plus de 150 ans et constituent un patrimoine en péril en raison de la baisse de la démographie. Elles sont bâties selon des traditions locales avec de larges murs en pierre de couleur ocre, comblés de terre, des escaliers extérieurs, des puits couverts.

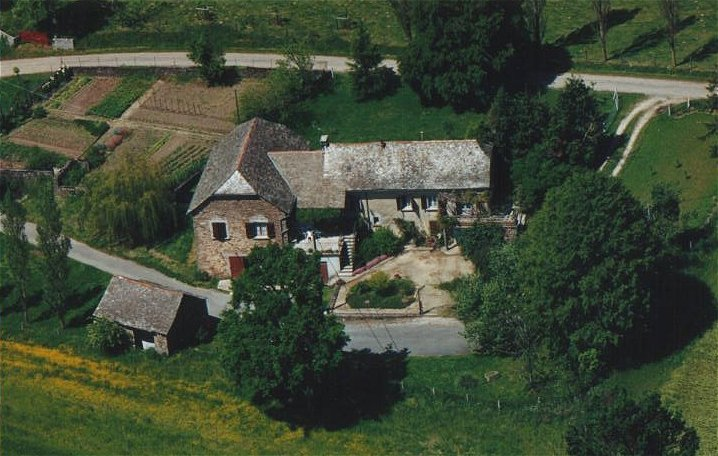
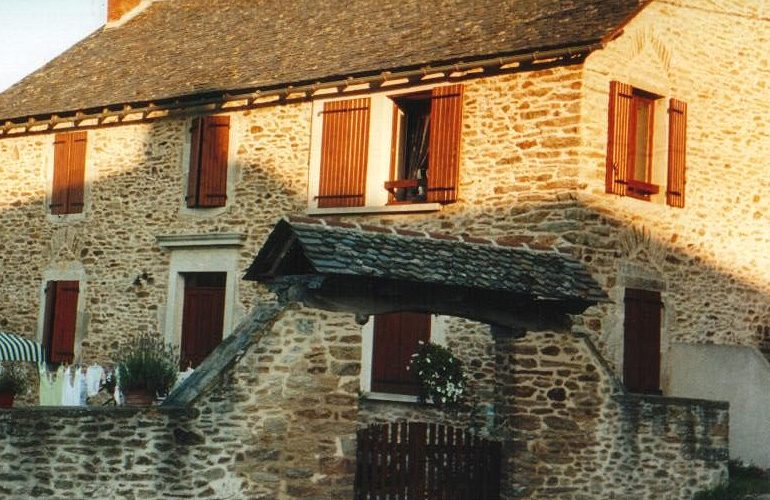
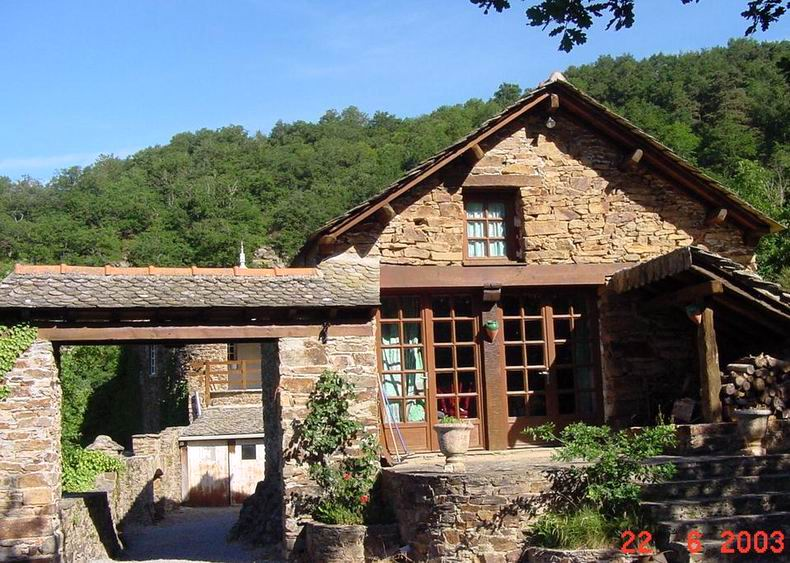
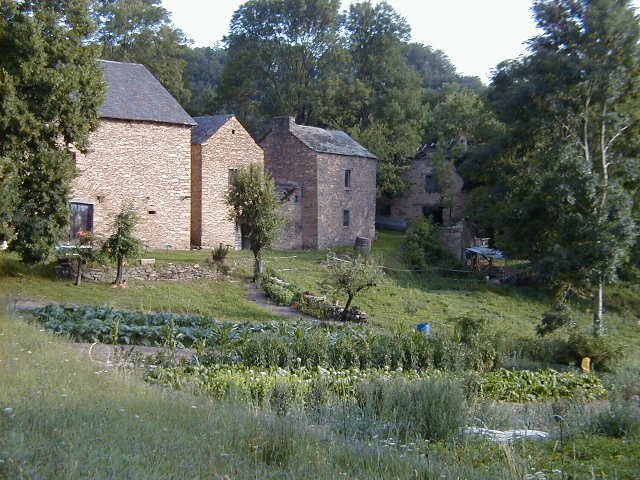

#### Divers
- Porche de ferme ancien à la Tapie.
- Corps de ferme du Clot de Meljac à l'architecture vernaculaire.
- Château de Meljac. Fief de la famille de Crespon, bâti auprès de l'église, il fut pillé le 12 février 1790[58]. Vendu le 24 mai 1795 sur folle enchère comme bien d'émigré, il est mentionné en 1857 comme ayant perdu ses tours. Selon l'association Meljac.net, la bâtisse fut rasée pour faire place à une habitation moderne. Il ne subsiste aucun vestige apparent.

### Personnalités liées à la commune
- André Bousquet, né à Meljac, est le créateur de l'entreprise MELJAC qui conçoit et fabrique des appareillages électriques haut de gamme. Parmi les références de l'entreprise : le Château de Versailles, le Musée du Louvre, le Musée Horta à Bruxelles, l’hôtel Four Season George V, le Meurice, le Royal Monceau..., le Mandarin Oriental à Marrakech, l’Intercontinental de Genève, l’hôtel Danieli à Venise…[59]
- Jean-Paul Massol, né à Meljac en 1943, fils et petit-fils de forgeron, crée une entreprise de réparation de machines agricoles dans son village natal en 1966. Il passe rapidement à la construction des bétaillères puis des bennes en tout genre. Il développe sa marque Bennes JPM et son entreprise à l'échelon national puis international, regroupe ses activités à Naucelle, village voisin. En 2007 il revend Bennes JPM qui continue sa progression. Ce constructeur-carrossier pour véhicules utilitaires légers produit 500 bennes par mois et emploie 120 personnes[60].
- Crespon (de) Seigneurs de Meljac, de Vignes et de la Raffinie. François de Crespon vivait en 1318. Cette famille habitait auparavant la Normandie, et a joué un rôle distingué à la cour du duc Guillaume II le Conquérant, depuis roi d'Angleterre. Elle s'établit en Rouergue vers la fin du XVe siècle, à Cassagnes, puis se divisa en deux branches dont l'une eut le château de Meljac et l'autre La Raffinie. De nombreux descendants sont nés à Meljac dont: Jean-Gervais-Augustin baron de Crespon, né à Meljac en 1768, capitaine d'infanterie, chevalier de l'ordre royal et militaire de Saint-Louis. Il émigra en 1791 et se rangea sous la bannière des Princes, frères de Louis XVI ; il fit dix campagnes dans une compagnie de la Noblesse française commandée par le prince de Condé[61]. Armes: De sinople au lion d'or, le chef cousu de gueules, chargé de trois étoiles d'argent.Blason famille de Crespon

Blason famille de Crespon